# 博洛希夫卡
50°3′24″N 37°48′17″E / 50.05667°N 37.80472°E
博洛希夫卡（烏克蘭語：Бологівка）是位於烏克蘭東部的村莊，由哈爾科夫州庫皮揚斯克區的德沃里奇纳市镇負責管轄。該村始建於1725年，面積0.62平方公里，海拔高度164米，2001年人口80，人口密度每平方公里129.5人。